# 王珞丹
王珞丹（1984年1月30日—），内蒙古自治区赤峰市人，中国女演员，毕业于北京电影学院表演系。2004年正式出道，2007年因对电视剧《奋斗》中米莱一角的出色演绎一炮走红，随后几年主演了多部知名青春都市时装剧，如《我的青春谁做主》和《杜拉拉升职记》，是文艺小清新路线的代表。2011年开始拓展戏路，相继接拍革命年代剧《红娘子》、古装剧《卫子夫》。2013年凭借电影《搜索》荣获第29届中国电影金鸡奖“最佳女配角”。

## 生平

### 早年经历
王珞丹出生于内蒙古自治区赤峰市，母亲是辽宁锦州人，
王珞丹父亲是国家一级篮球裁判员，妈妈是小学老师，家中还有一个大一岁半的姐姐王端端（舞蹈演员，曾改名王玥懿、王楚涵，现名王楚函）。从小父母就对她抱有很大期望，家教十分严格，小时候的她曾学过舞蹈和钢琴，而走上演艺之路则与姐姐有莫大的关系。因为姐姐考上艺校的缘故，王珞丹也萌生了“搞艺术”的念头。初中毕业时，她瞒着父母偷偷填报了当地的内蒙古幼儿师范学校（后并入赤峰学院），学习音乐。之后，王珞丹加入了校乐队并学会了架子鼓，由于是全校唯一的架子鼓手，她成了当时学校的风云人物。
2001年初，因为姐姐在前一年考上了北京舞蹈学院，临近幼师毕业的王珞丹在母亲的陪同下来到北京，打算报考北京师范大学。然而到那之后她却改变了主意，转而报考北京电影学院，并且在上了一段时间的表演辅导班后，终于有惊无险地被成功录取。入学后，王珞丹曾因为长相并不出众的缘故而一度迷茫，为此她在学校的学习尤其认真刻苦。

### 海润时期：出道与走红
王珞丹于2004年5月接拍了自己的首部电视剧《蝴蝶飞飞》，在剧中出演一个小配角，当时的她不为人知，片酬也低得可怜。大四时她签约了海润影视集团旗下的经纪公司润星堂，并在之后拍摄了数部影视作品，在根据海岩小说《深牢大狱》改编的电视剧《阳光像花一样绽放》中，因对反派人物的出色演绎而开始崭露头角。2005年7月，王珞丹加盟由著名导演王小帅监制的电影《那木错》（后改名《七月》）并担当女一号，这也是她的大银幕处女作，在此之前她曾因档期问题而错失电影《青红》的女主角。
2006年4月，王珞丹参演电视剧《奋斗》，原本导演赵宝刚想让她出演露露一角，然而倔强的她执意要演米莱，这一选择最终带来了意想不到的效果。此剧在2007年播出后迅速红遍全国，而剧中那个敢爱敢恨的米莱尤其受到广大观众的喜爱，其风头甚至盖过了男女主角。这部戏因此成为她的成名之作，并成功塑造了其青春励志的80后形象。她亦凭借此剧成功入围第27届中国电视剧飞天奖“优秀女演员”提名。此外在当年另一部民国年代剧《烽火孤儿》中，王珞丹也有精彩的表现。
2008年10月，王珞丹作为女主角随电影《车逝》亮相第十三届韩国釜山国际电影节。2009年，由她主演的两部电视剧《我的青春谁做主》和《暗香》相继热播。其中《我的青春谁做主》虽说被批与《奋斗》雷同，但其饰演的活泼叛逆的钱小样仍给观众留下了深刻印象，成为剧中一大亮点。2009年4月，騰訊網聯合多家媒體發起「80後新生代娛樂大明星」評選活動，王珞丹与刘亦菲、杨幂和黄圣依一同当选新“四小花旦”。
2010年3月，王珞丹接替袁泉出演了经典话剧《琥珀》。5月，因在电视剧版《杜拉拉升职记》中成功塑造了杜拉拉这一都市职场女性，同时该剧在电视和网络取得了超高收视，她与剧中男主角李光洁一起被网民誉为“国民情侣档”，并收获了搜狐娱乐授予的“收视女王”称号。而在7月上映的电影《无人驾驶》中，其表现也颇受好评。最终，她凭借这几部优秀的影视作品在当年收获了众多奖项。

### 星美时期
2010年7月，由于海润影视的“金牌经纪人”常继红转投星美传媒，与之私交甚好的王珞丹也随其一并转会，签约至旗下的新公司星美千易。随后她再度携手李光洁加盟电视剧版《山楂树之恋》，饰演静秋一角。年底，又与孙红雷合作拍摄电视剧《男人帮》。与此同时，她也积极参演电影。不过2011月4月5日晚，正在云南拍摄《边境风云》的她意外遭遇车祸，伤及脸颊和额头，所幸伤势不重，并未影响演艺事业（参见王珞丹车祸新浪专题 （页面存档备份，存于））。同年11月其个人工作室正式成立 。
2012年1月22日晚，王珞丹携全家人首次亮相央视春晚并献唱歌曲。在当年播映的多部影视作品中，她均有上佳表现，其中电视剧《红娘子》作为一部战争年代剧，在江苏卫视首播后取得了极高的收视率，她亦突破了自己一贯以来的都市小清新形象；而在电影《搜索》中的出色演绎则助其获得来年的第29届中国电影金鸡奖“最佳女配角”殊荣。8月中旬，王珞丹远赴美国，在纽约大学进行了为期3个月的交流和学习。
进入2013年后，王珞丹进一步拓宽戏路，继之前尝试了革命年代剧后，她在这年首次挑战古装电视剧《卫子夫》和古装电影《黄飞鸿之英雄有梦》，分别饰演女主角和打女阿春。

## 影视作品

### 电视剧
| 首播年份 | 剧名                     | 角色          |
| 2004年   | 蝴蝶飞飞                 | 麦乐乐        |
| 2006年   | 阳光像花一样绽放         | 单鹃          |
| 2006年   | 可可·西里                | 丁文静        |
| 2006年   | 母亲是条河               | 李大桃        |
| 2007年   | 烽火孤儿                 | 杜薇/杜薇母亲 |
| 2007年   | 奋斗                     | 米莱          |
| 2008年   | 震撼世界的七日           | 关小西        |
| 2008年   | 排球女将                 | 厉雪          |
| 2009年   | 我的青春谁做主           | 钱小样        |
| 2009年   | 暗香                     | 伍月          |
| 2010年   | 杜拉拉升职记             | 杜拉拉        |
| 2011年   | 男人帮                   | 莫小闵        |
| 2012年   | 红娘子                   | 王小红        |
| 2012年   | 山楂树之恋               | 静秋          |
| 2014年   | 卫子夫                   |               |
| 2015年   | 转身说爱你               | 李明玉        |
| 2017年   | 急诊科医生               | 江晓琪        |
| 2021年   | 我们的新时代             | 刘梦鸢        |
| 2021年   | 北辙南辕(網絡劇)         | 尤珊珊        |
| 2021年   | 两个人的世界             | 李文嘉        |
| 2023年   | 外婆的新世界             | 霍薇          |
| 2024年   | 海天雄鹰                 | 夏初          |
| 未播出   | 中国女法官（2007年拍摄） | 左梅          |
| 待播     | 暗恋者的救赎             |               |
| 待播     | 暗夜之光                 |               |

### 电影
註：「電視電影」所標示之年份為CCTV-6首播年份
| 上映年份 | 电影名                   | 角色           |
| 2006年   | 七月                     | 青青           |
| 2008年   | 非常道（电视电影）       | 小新           |
| 2008年   | 车逝                     | 美美           |
| 2009年   | 恋爱前规则               | 冉静           |
| 2010年   | 无人驾驶                 | 李欣           |
| 2011年   | 建党伟业                 | 张若名         |
| 2012年   | 搜索                     | 杨佳琪         |
| 2012年   | 边境风云                 | 小安           |
| 2013年   | 越来越好之村晚           | 周一楠         |
| 2013年   | 我爱的是你爱我           | 沈小乐         |
| 2014年   | 后会无期                 | 苏米           |
| 2014年   | 黄飞鸿之英雄有梦         | 阿春（马春玉） |
| 2015年   | 破风                     | 黄诗瑶         |
| 2015年   | 宅女侦探桂香             | 桂香           |
| 2015年   | 烈日灼心                 | 伊谷夏         |
| 2016年   | 消失的爱人               | 秋捷           |
| 2016年   | 我的战争                 | 孟三夏         |
| 2019年   | 半边天之饺子             |                |
| 2019年   | 被光抓走的人             | 李楠           |
| 2021年   | 不老奇事                 | 苏凌芳         |
| 2024年   | 朱同在三年级丢失了超能力 | 宋老师         |
| 2021年   | 云边有个小卖部           | 毛婷婷         |

### 微电影
- 2012年4月，《老人愿》饰 周爽（电影《飞越老人院》外传）
- 2013年8月，《鲜我奇缘》饰 珞丹

### 话剧
- 《墙（英语：The Wall (book)）》
- 《远山野情》
- 2003年12月，《老顽固们（英语：The Boors）》饰 露琪艾塔（北电表演系01级毕业大戏）
- 《母亲的节日》
- 2010年3月，《琥珀》饰 沈小优

## 音乐

### 单曲
- 2006年，《戴上我的爱》（与潘玮柏合唱，收录于专辑《反转地球》）
- 2008年，《冰淇淋的眼泪》Demo
- 2008年，《相信有一天》（电视剧《排球女将》插曲）
- 2010年，《我以为》（电视剧《杜拉拉升职记》插曲）
- 2010年，《无人驾驶的爱情》（电影《无人驾驶》主题曲）

## 奖项与荣誉
2008年
- 1月8日，《精品购物指南》精品15年·时尚盛典“电视剧新锐明星”
- 9月20日，《风尚志》2008年度“国际形象风尚大奖”

2009年
- 1月8日，《精品购物指南》大爱2008·时尚盛典“大爱之星”
- 5月1日，获任中国扶贫基金会“爱心形象大使”
- 12月17日，ELLE风尚大典“2009风尚影视新人”

2010年
- 1月31日，百度娱乐沸点“最热门新锐演员”
- 4月15日，现代戏剧谷壹戏剧大赏“世博年最值得期待戏剧人”
- 6月11日，第十六届上海电视节观众票选“最具号召力女演员”
- 8月21日，蒙牛未来星欢乐盛典“最最喜欢的女演员”
- 9月20日，第八届中国金鹰电视艺术节“金鹰女神”
- 10月20日，第一届中国大学生电视节“最受大学生喜爱电视剧女演员”
- 11月9日，搜狐2010秋季电视剧互联网盛典“最具号召力女演员”

2011年
- 1月19日，新浪2010网络盛典“年度人气演员”
- 3月1日，第五届华鼎奖中国电影满意度调查发布盛典“华语年度电影十佳新锐演员”
- 3月18日，东方影视盛典“电视剧年度最具突破价值女演员”
- 8月11日，中国电影表演艺术学会第十三届金凤凰奖“新人奖”

2012年
- 3月31日，第二届乐视影视盛典“最具商业价值电视剧演员”
- 11月4日，第四届英国万象国际华语电影节“最受观众欢迎女演员”

2013年
- 3月29日，CCTV2012中国电视剧年度明星盛典“评委会特别推荐荧屏表现力女演员”
- 9月28日，第29届中国电影金鸡奖“最佳女配角”

## 争议
2021年10月，王珞丹被北京市昌平区人民法院列为被执行人，执行标的为30.96万元人民币。该案件案由为建设工程施工合同纠纷。原告方诉称，王珞丹购买的昌平区某别墅进行改造，在未取得国有土地使用证、建设用地规划许可证及建设工程许可证的情况下，由其父亲王卫星代表王珞丹将该工程发包给原告，双方于2012年12月5日签订了《工程施工合同》，工程完工后，王珞丹方迟迟未组织验收。裁判结果为原告与王卫星于2012年12月5日签订的《工程施工合同》无效；王珞丹、王卫星于本判决生效后十日内连带支付原告工程款30.96万元等。对此王珞丹工作室发表声明表示，王珞丹和其家人并未收到法院执行裁定书，也并非网传已被纳入失信被执行人。声明中表示，该案件系普通民事纠纷，是豪雅公司因房屋装修存在多处严重质量问题（譬如多处漏水）等原因导致房子无法达到验收标准所致，不存在所谓拖欠“农民工”工资问题。判决生效后，王卫星积极联系豪雅公司协商解决，多次联系未果。因豪雅公司被吊销营业执照且列入失信被执行人，一直未能就债务履行的方式达成一致。
2019年，王珞丹宣傳電影時，在電影院被一男子上前求婚，男子被保安带离。2025年8月，有網友發文聲稱搭計程車遇到司機爆料，該名司機表示曾在娛樂圈工作，某次在電影試映活動，現場原本安排一名男子上前向女星求婚，但是男子沒有來，司機因此被找去取代男子演出求婚。部分網友推測该女星指王珞丹。王珞丹工作室8月13日發出聲明，指网传「王珞丹自導自演被求婚事件」純屬惡意捏造，嚴重不實，涉事男子的騷擾行為累計令人多次嚴重意識到構成違法行徑。